# استخبارات جغرافية مكانية

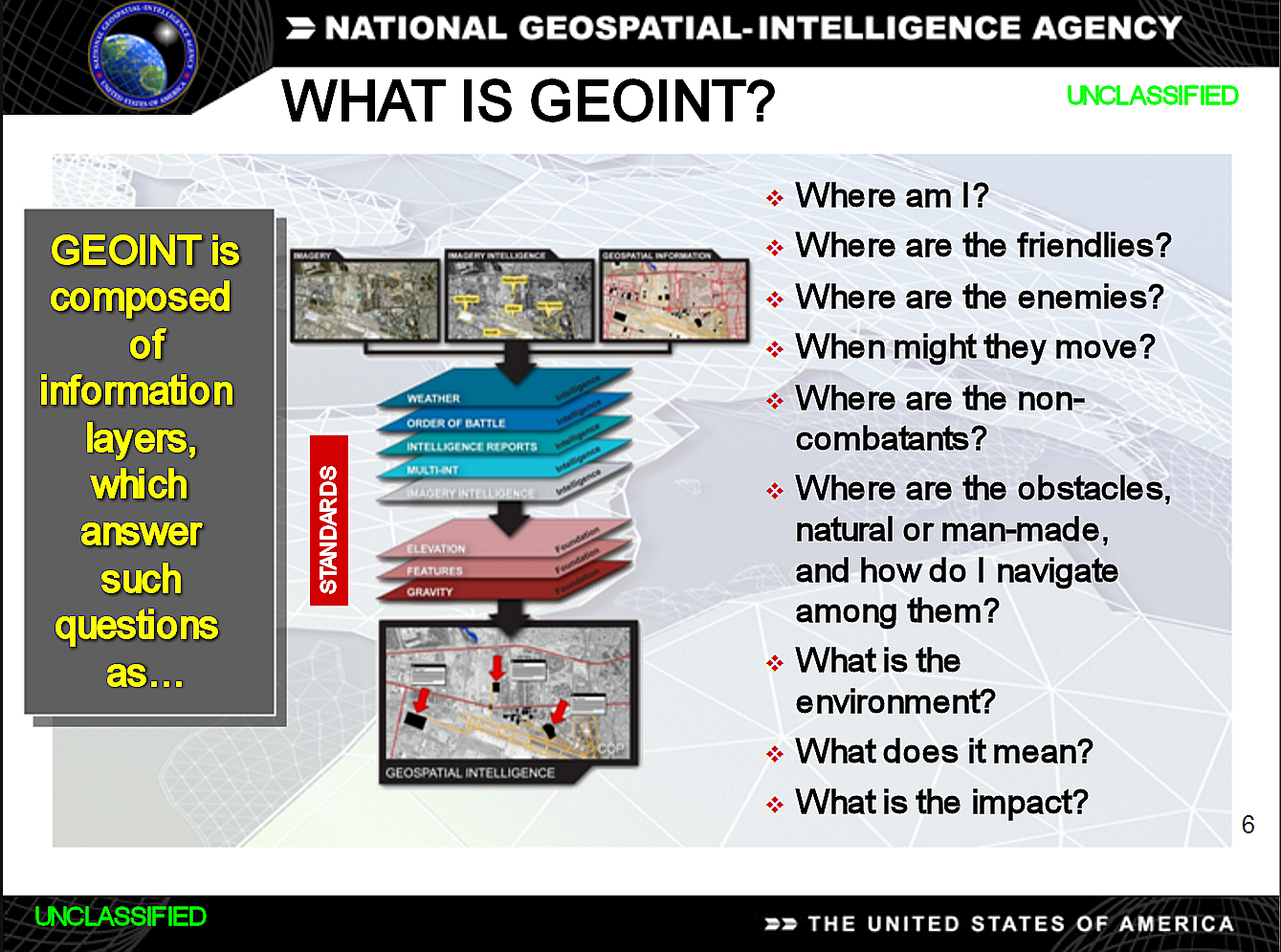

الاستخبارات الجغرافية المكانية (GEOINT) في الولايات المتحدة الأمريكية هي معلومات استخباراتية عن النشاط البشري على الأرض مستمَدًا من استخدام وتحليل الصور والمعلومات الجغرافية المكانية التي تصف وتقيم وتصور بصريًا الخصائص المادية والأنشطة المرجعية الجغرافية على الأرض. تتكون GEOINT، على النحو المحدد في قانون الولايات المتحدة، من الصور والذكاء الصوري (IMINT) والمعلومات الجغرافية المكانية.
لم تعد المعرفة بشأن الاستخبارات الجغرافية المكانية وما يتعلق بها من أعمال حرفية مقصورةً على الحكومة الأمريكية أو حتى القوى العسكرية الرائدة في العالم. بالإضافة إلى ذلك، تعقد دول مثل الهند مؤتمرات خاصة بالاستخبارات الجغرافية المكانية. وقد تعرّف البلدان الأخرى الاستخبارات الجغرافية المكانية بطريقة مختلفة بعض الشيء عن الولايات المتحدة؛ فيكون لديها استخدام بيانات الـ GEOINT وخدماتها هو الأمر نفسه.

## تعريف مُفصّل
تشمل الاستخبارات الجغرافية المكانية جميع مجالات الصور (بما في ذلك القدرات التي كان يشار إليها باسم الاستخبارات الجغرافية المكانية المتقدمة والاستخبارات المعتمدة على القياس والخصائص المميزة (MASINT) المشتقة من الصور) والمعلومات والخدمات الجغرافية المكانية (GI&S)؛ والتي كانت تُعرَف بأسماء التخطيط وإعداد الرسوم البيانية وعلوم تقسيم الأرض. وهي تشمل، على سبيل المثال لا الحصر، البيانات التي تتراوح من الأشعة فوق البنفسجية إلى الأجزاء الميكروية في الطيف الكهرومغناطيسي، بالإضافة إلى المعلومات المستمدة من تحليل الصور الحرفية؛ والبيانات الجغرافية المكانية؛ ووسائل التواصل الاجتماعي ذات المرجعية الجغرافية؛ والمعلومات المستمدة تقنيًا من المعالجة والاستغلال والتحليل الحرفي وغير الحرفي للتاريخ الطيفي والمكاني والزماني والإشعاعي والمرحلي، وبيانات الاستقطاب، والمنتجات المندمجة (منتجات أُنشِئَت من مصدرين أو أكثر من البيانات)، والبيانات الإضافية اللازمة لمعالجة البيانات واستغلالها، والمعلومات المميزة  (وتشمل التطوير، والتصديق، والمحاكاة، وأرشفة البيانات، ونشرها).
يمكن جمع هذه الأنواع من البيانات من الأهداف الثابتة والمتحركة عبر تقنيات كهروضوئية (تشمل مقياس الأشعة تحت الحمراء، والأشعة تحت الحمراء متوسطة طول الموجة وقصيرة طول الموجة، والمقياس الطيفي، ومقياس الطيف الكتلي، والمقياس فوق الطيفي)، ومعدل الامتصاص النوعي (يشمل مؤشر الأهداف المتحركة)، وبرامج الاستشعار ذات الصلة (الفاعلة والمنفعلة على حد سواء)، والوسائل غير التقنية (وتشمل المعلومات الجغرافية المكانية التي يحصل عليها العاملون في هذا المجال).
إذن، الاستخبارات الجغرافية المكانية هي مجال استخباراتي يشمل استغلال وتحليل البيانات والمعلومات الجغرافية والمكانية لوصف وتقييم وتصوير المعالم الفيزيائية بصريًا (الطبيعية والمُنشأة على حد سواء) والأنشطة ذات المرجعية الجغرافية على الأرض. تتضمن مصادر بيانات الاستخبارات الجغرافية المكانية بيانات الصور ورسم الخرائط، والتي تُجمَع سواء عن طريق قمر صناعي تجاري أو قمر صناعي حكومي أو طائرة (مثل الطائرات بدون طيار أو طائرات الاستطلاع)، أو بوسائل أخرى مثل الخرائط، وقواعد البيانات التجارية، ومعلومات التعداد، وإحداثيات نظام تحديد المواقع العالمي (GPS)، أو مخططات المرافق، أو أي بيانات منفصلة تملك مواقع على الأرض. هناك إدراك متزايد أن الجغرافيا البشرية، والذكاء الثقافي والاجتماعي، والمظاهر الأخرى ضمن المجال الإنساني؛ تشكّل مجالًا مهمًا من بيانات الاستخبارات الجغرافية المكانية نظرًا للاستخدام السائد حاليًا للمرجعية الجغرافية في بيانات الاستقرار السياسي والوصف العرقي والسكاني. هناك اعتراف ناشئ بأن «هذا التعريف القانوني يرسم بصورة واسعة فكرة عن اتساع وعمق الاستخبارات الجغرافية المكانية»، وأنه «يجب أن تتطور الاستخبارات الجغرافية المكانية أكثر لكي تدمج أشكال الاستخبارات والمعلومات خارج المصادر التقليدية للمعلومات الجغرافية المكانية والصور، ويجب أن تنتقل من التركيز على البيانات والتحليل إلى التركيز على المعرفة.»

## المبادئ
طُوّرَت المصطلحات الأساسية، مثل GEOINT وNGA، لأغراض السياسة العامة. وأدى قانون «NIMA» لعام 1996 إلى إنشاء الوكالة الوطنية للصور ورسم الخرائط (نيما)، ونتج عن ذلك دمج مصادر متعددة للمعلومات والاستخبارات والحرف التجارية في نيما، والتي أصبحت فيما بعد الوكالة الجغرافية المكانية الوطنية (NGA)، ثم قام المدير «جيمس كلابر» (2001-2006) بتعيين هذا المجال على أنه من الاستخبارات الجغرافية المكانية، على غرار الاستخبارات الصورية، واستخبارات الإشارات، والاستخبارات المعتمدة على القياس والخصائص المميزة، والاستخبارات البشرية.
يُطرَح أحيانًا السؤال حول كيفية اختلاف الاستخبارات الجغرافية المكانية عن الأنشطة التحليلية الجغرافية المكانية الأخرى. واقترح «باكاستو» المبادئ الأولى التالية كعلامات تحدد المجال المهني من حيث التفرد والقيمة، وهي:
- الاستخبارات الجغرافية المكانية متجذرة في علوم الجغرافيا المكانية، والتقنيات الجغرافية المكانية، والحرف التجارية التي تسعى إلى المعرفة لتحقيق ميزة اتخاذ القرار. قد ينتج عن تحقيق ميزة اتخاذ القرار أو يتطلب ذلك معلومات خاصة بأساليب الإنكار والخداع.
- يحدث التحليل نتيجة عمل الإنسان والآلة كفريق.
- تكشف الاستخبارات الجغرافية المكانية كيف يكون عمل الإنسان مقيَدًا بالطبيعة المادية وإدراك الإنسان للأرض.
- تسعى الاستخبارات الجغرافية المكانية إلى توقع أنماط الحياة عبر الزمن.
- تعكس البيانات والأنظمة الفنية التحيزات البشرية.
- المعرفة والمعلومات والبيانات الخاصة بالاستخبارات الجغرافية المكانية

إن تعاريف واستخدام المصطلحات التالية: البيانات الجغرافية المكانية، والمعلومات الجغرافية المكانية، والمعرفة الجغرافية المكانية،  ليست ثابتة أو واضحة تمامًا، ما يزيد من تفاقم الحالة. يمكن عادةً تطبيق البيانات الجغرافية المكانية على مخرجات المجمع أو نظام التجميع قبل معالجتها، مثل البيانات التي استُشعرَت. المعلومات الجغرافية المكانية هي بيانات جغرافية مكانية عُولجَت أو حصلت على قيمة مضافة من خلال عملية بشرية أو آلية. المعرفة الجغرافية المكانية هي هيكلة للمعلومات الجغرافية المكانية، مصحوبة بتفسير أو تحليل. في الحقيقة، يصعب تعريف المصطلحات: البيانات، والمعلومات، والمعرفة، والحكمة (التي تشكل هرم DIKW)، ولكن لا يمكن استخدامها على نحو متبادل.
بشكل عام، يمكن تعريف الاستخبارات الجغرافية المكانية بسهولة أكبر على أنها البيانات، والمعلومات، والمعارف التي تُجمَع حول الكيانات التي يمكن إرجاعها إلى موقع معين على سطح الأرض أو فوقه أو أسفله. يمكن أن تتضمن طريقة جمع المعلومات الاستخباراتية الصور، والإشارات، والقياسات، والخصائص المميزة، والمصادر البشرية، طالما يمكن ربط الموقع الجغرافي بالمعلومات الاستخباراتية.

## العلاقة مع نظم الاستخبارات الأخرى
بدلاً من اعتبارها نظيرةً لنظم الاستخبارات الأخرى، من الأفضل النظر إلى الاستخبارات الجغرافية المكانية على أنها الهيكل الموحد للمعالم الطبيعية والمُنشأة على الأرض (بما في ذلك الارتفاعات والأعماق) سواء الطبقات الفردية في نظام المعلومات الجغرافية أو المركبة في خريطة أو مخطط أو تمثيل مصور للأرض، وعرض وجود البيانات، والمعلومات، والمعرفة المستمدة من تحليلات الاستخبارات الصورية، واستخبارات الإشارات، والاستخبارات المعتمدة على القياس والخصائص المميزة، والاستخبارات البشرية، وغيرها من مصادر وتخصصات الاستخبارات الأخرى.

## عوامل أخرى
طُرحَت فكرة أن الاستخبارات الجغرافية المكانية ليست إلا مصطلحًا جديدًا يُستخدم لتعريف مجموعة واسعة من المخرجات من المؤسسات الاستخباراتية التي تستخدم مجموعة متنوعة من المهارات والاختصاصات المكانية الموجودة حاليًا، بما في ذلك التصوير الفوتوغرافي، وعلم رسم الخرائط، وتحليل الصور، والاستشعار عن بعد، وتحليل التضاريس. ولكن الاستخبارات الجغرافية المكانية هي أكثر من مجموع هذه الأجزاء. يمكن للتفكير المكاني كما هو مطبق في الاستخبارات الجغرافية المكانية أن يجمع أي معلومات استخباراتية أو أي بيانات أخرى يمكن تصورها في سياق مكاني جغرافي. يمكن استخلاص المعلومات الجغرافية المكانية بشكل مستقل تمامًا عن أي صور جوية أو من الأقمار الصناعية ويمكن تمييزها بوضوح عن الاستخبارات الصورية. يحدث الالتباس والخلاف بسبب قانون الولايات المتحدة رقم 10 الفصل 467 الذي يفصل  «الصور» أو «معلومات الأقمار الصناعية» عن «المعلومات الجغرافية المكانية»، لأن الصور تُعتَبر بشكل عام أحد الأشكال التي قد تأخذها المعلومات الجغرافية المكانية أو تستمَد منها.
وقد اقتُرح أيضًا أنه يمكن وصف الاستخبارات الجغرافية المكانية بأنها منتَج يحدث عند التسليم، أي وفق كمية التحليل التي تحدث لحل مشكلات معينة، وليس حسب نوع البيانات المستخدمة. على سبيل المثال، قاعدة بيانات حصلت باستخدام الصور على قائمة بقياسات جسور هي «معلومات»، في حين أن تطوير مخرجَات باستخدام التحليل لتحديد تلك الجسور التي يمكن استخدامها لأغراض محددة يمكن أن يُطلق عليه اسم «استخبارات».